# Buenos Aires (distrito de Morropón)
Buenos Aires é um distrito do Peru, departamento de Piura, localizada na província de Morropón.

## Transporte
O distrito de Buenos Aires é servido pela seguinte rodovia:
- PE-2A, que liga a cidade de La Matanza ao distrito de Huancabamba
- PE-2C, que liga a cidade ao distrito de Morropón